# مقاطعة لاك كوي بارلي (مينيسوتا)
مقاطعة لاك كوي بارلي (بالإنجليزية: Lac qui Parle County)‏ هي إحدى مقاطعات ولاية مينيسوتا في الولايات المتحدة الأمريكية.